# Invincible (personaje)
Invincible (Mark Grayson) es un superhéroe creado por el escritor Robert Kirkman y el artista Cory Walker, actualmente dibujado por Ryan Ottley. Invincible apareció por primera vez en un avance como parte de Savage Dragon #102 (agosto de 2002), antes de graduarse en su propia serie regular homónima en 2003, como título principal en la entonces nueva línea de superhéroes de Image Comics. Invencible aparece en Invencible, Bomb Queen, Causas nobles,  El Pacto, Dragón Salvaje, El Asombroso Hombre Lobo, Dynamo 5, I Hate Fairyland – I Hate Image y Battle Beast.
Nacido en 1987, Invincible es el hijo de Omni-Man, un superhéroe extraterrestre de la raza Viltrumite. Invencible heredó toda la gama de superpoderes de su padre y ha jurado proteger la Tierra. Cuando era adolescente, tuvo problemas para adaptarse a sus nuevos poderes y afrontar la realidad de sus orígenes.
Invincible tiene la voz de Patrick Cavanaugh en la serie de cómics en movimiento de 2008, y de Steven Yeun en la serie de televisión Amazon Invincible de 2021; Yeun también da voz a versiones del universo alternativo del personaje en la segunda temporada de 2023.

## Biografía del personaje de ficción

### Causas nobles
En Noble Causes, Invincible se encuentra entre los sospechosos de ser el padre del bebé de Zephyr Noble, y se confunde con lo que se pensaba. (Invencible) más tarde asiste a una fiesta celebrada en la mansión de la familia Noble, y al funeral del  Capitán Dynamo.

### Invencible
En Invencible, Mark Grayson nació de Nolan Grayson, un hombre viltrumita y el superhéroe conocido como Omni-Man, y Deborah Grayson, una humana. femenino. Después de despertar sus poderes de Viltrumite, Mark decide estar a la altura del legado de su padre y convertirse en el superhéroe "Invencible", pero poco después descubre que su padre le estaba mintiendo ya que no era un extraterrestre enviado para proteger la Tierra, sino para conquistarla. y convertirlo en parte del Imperio Viltrum. A pesar de las súplicas de Nolan para unirse a él, Mark se niega y comienza a dedicarse a proteger la Tierra de los Viltrumitas, liderados por el general Thragg, entre otras amenazas, mientras se ocupa de sus propios problemas personales a medida que entra en la edad adulta. Finalmente, Mark descubre que él y su padre son los herederos legítimos del Imperio Viltrum, ya que su abuelo, Lord Argall, fue el ex gobernante antes de ser asesinado. Al unirse a un Nolan reformado, Mark reúne a los Viltrumitas bajo su liderazgo contra Thragg, lo que culmina con la muerte de Nolan y Thragg. Posteriormente, Mark deja la Tierra y se convierte en gobernante de Viltrum, guiando a sus súbditos hacia una nueva era de paz en todo el universo.

### The Pact
En The Pact, ambientada poco después de la ruptura de Mark con Amber, él se encuentra entre los reunidos por Petra / Quantum Girl para formar el equipo de superhéroes  el Pacto para enfrentar al conquistador multiversal Reaver, junto a Duncan Rosenblatt / Firebreather, Eddie Collins / ShadowHawk y Zephyr Noble. En el transcurso de su viaje, Mark adquiere el apodo de "Vince" de Zephyr, se hace amigo de ella junto con Duncan y Eddie, y forma una relación romántica con Petra. Después de no poder destruir al Reaver, quien conquista con éxito la Tierra en el futuro y consume el Imperio Viltrumite, matando a Mark, Petra sacrifica su existencia para destruir al Reaver y evitar que se produzca su invasión, salvando a Mark en el pasado, quien (junto a Duncan) conserva un recuerdo de su nombre y significado cada vez que se despierta. Al día siguiente, Mark le da un puñetazo a Doc Seismic en la cara.

### Bomb Queen
En Bomb Queen, Invincible niega enérgicamente tener una relación secreta con el personaje principal después de las acusaciones de un periodista. Tras el bombardeo de América por parte de Bomb Queen, se ve a Invincible en Baltimore limpiando los escombros y ayudando a los supervivientes.

### Dynamo 5
En Dynamo 5: Sins of the Father, Invincible se encuentra entre los que se unen para enfrentarse a los tres hijos de (Dominex), que buscan recuperar el honor de su familia después de que su padre había sido asesinado. derrotado y salvado de morir en combate por el Capitán Dynamo, Supreme y Omni-Man treinta años antes.

### I Hate Fairyland
En I Hate Fairyland – I Hate Image, Invincible se encuentra entre los superhéroes que vuelan sobre Image Central cuando Gert visita la ciudad.

### Battle Beast
In Battle Beast, a one-shot published in a 2022 issue of Skybound X as a "pilot" for a potential Invincible spin-off comic book series, Invincible cameos in the opening scene, repeating Battle Beast's encounter with him from the former's perspective.

## Continuidad
Invincible, junto con Firebreather y otros nuevos personajes de superhéroes de Image Universe, debutó en una edición de The Savage Dragon, y desde entonces ha aparecido con varios de los personajes de  Miniserie El Pacto. Robert Kirkman escribió una miniserie, Savage Dragon: God War y dos miniseries SuperPatriot, estableciendo la amistad entre la esposa de SuperPatriot, Claire, y la madre de Invincible en las páginas de Invincible# 15 y posteriores. Invincible también aparece en el cuarto número de Causas nobles de Jay Faerber, y fue visto en el funeral del Capitán Dynamo, padre de los personajes de de Faerber, Dínamo 5. Invincible también está presente en el cuarto volumen de Bomb Queen. De manera similar, Invincible #48 presenta cameos de varios personajes de Savage Dragon, así como de Dynamo 5 y muchas de las propias creaciones de Kirkman, mientras que un número anterior presentó un funeral para los Guardianes del Globo. al que asistieron muchos personajes de Image, incluidos Savage Dragon y Jack Staff.
Invincible #60 es un "evento cruzado hecho en uno" con personajes como Spawn y Witchblade haciendo apariciones. Durante la invasión de las malvadas contrapartes de Invincible de dimensiones alternativas, el lector vio a todos los héroes de Image, como Spawn, Savage Dragon, Witchblade, Darkness, Firebreather y Pitt luchando contra los invasores junto a Invincible, los Guardianes del Globo, Brit y Wolf-Man.
Image publicó en un one-shot vinculado a Image United llamado Image United: Interlude. Invincible, que se lanzará en marzo de 2010, ocupa un lugar destacado en la portada teaser del primer número frente a un grupo de personajes en silueta cubiertos con una etiqueta de información clasificada. El sitio web afirma: "Este marzo los efectos de IMAGE UNITED se globalizan con un vistazo del impacto del crossover en INVINCIBLE y muchos otros favoritos de Image Comics..."

## Poderes y habilidades
Debido a su herencia Viltrumite, Mark Grayson posee fuerza, velocidad y durabilidad sobrehumanas, así como la capacidad de volar, pero es vulnerable a poderosos ataques sónicos.

## En otros medios

### Televisión
Mark Grayson / Invincible aparece en una serie homónima Amazon Prime Video, con la voz de Steven Yeun. Su primera temporada se estrenó el 26 de marzo de 2021.

### Videojuegos
- Invincible hace un cameo sin hablar en Mortal Kombat 1 a través del final de Omni-Man.[8]
- Invencible aparece como traje cosmético en Fortnite: Battle Royale.[9]
- Invincible aparece como personaje jugable en el juego móvil Invincible: Guarding the Globe.[10]

### Varios
Mark Grayson / Invincible aparece en una adaptación homónima de Gain Enterprises motion comic de su serie, con la voz de Patrick Cavanaugh.